# Bavarian International School
Die Bavarian International School (BIS) ist eine englischsprachige private Ganztagsschule, die ihren Hauptstandort in Haimhausen bei Dachau hat. Dort wurde der Schulbetrieb 1991 aufgenommen. Ein zweiter Campus besteht seit 2016 im Münchner Stadtteil Schwabing. Die Schule bietet das International Baccalaureate (IB Diploma) an.

## Geschichte
1990 wurde der Schulträger als eingetragener Verein gegründet, der Schulbetrieb begann 1991 mit sechs Schülern in angemieteten Räumen in Hallbergmoos. Später zog die Schule in angemietete Räume in Schwaig um. 1998 erfolgte der Umzug in den heutigen Standort im Schloss Haimhausen, das in den folgenden Jahren baulich erweitert wurde.
2016 eröffnete der „City Campus“ an der Leopoldstraße in München-Schwabing. Dort werden Kinder bis zur fünften Klasse unterrichtet. 2017 wurde der Trägerverein in eine gemeinnützige Aktiengesellschaft (gAG) umgewandelt.

## Lage und Architektur

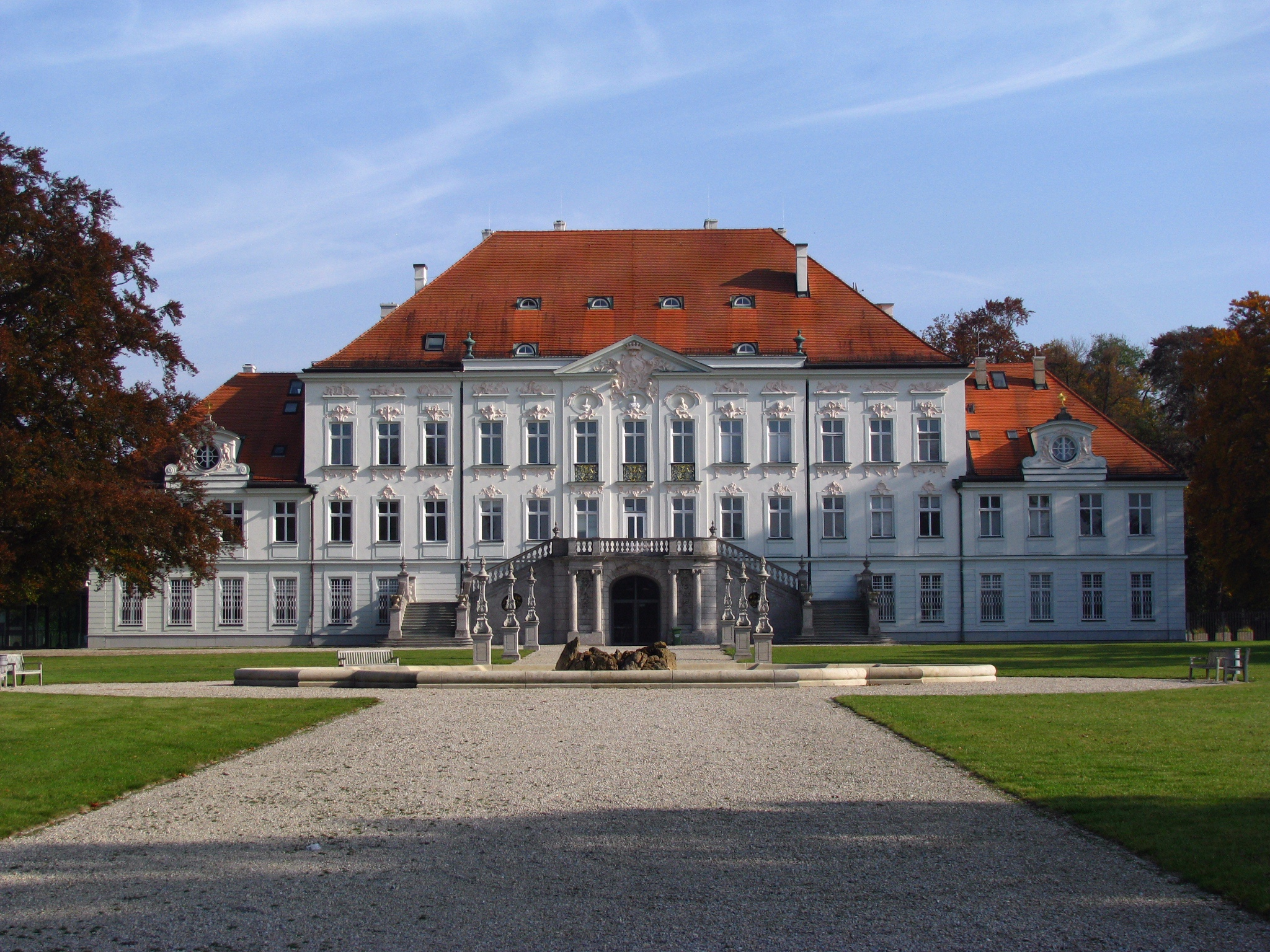
Schloss Haimhausen (2009)

Der „Haimhausen Campus“ an der Hauptstrasse 1 in Haimhausen im Landkreis Dachau befindet sich auf dem Gelände des Schloss Haimhausen. Dort wurde von 1996 bis 2003 das eigentliche Schlossgebäude für den Unterricht und die Schulverwaltung umgebaut. Daneben entstanden mehrere Neubauten, darunter eine Aula (Schultheater), ein Pavillon mit quadratischem Grundriss (Bibliothek und Musikräume), ein Unterrichtsgebäude für Kindergarten und Wissenschaften sowie eine Zweifeld-Sporthalle. Die Neubauten sind mit Glasfassaden und Sichtholz ausgestattet und besitzen flach geneigte Walm- bzw. Satteldächer. Von 2010 bis 2011 wurde eine Cafeteria ergänzt, die im Obergeschoss eine große neue Bibliothek aufnimmt. Der Ergänzungsbau hat eine Nutzfläche von 3.600 m². 2019 wurde der Bebauungsplan geändert, um die Errichtung eines Technologiezentrums („Steam Building“) zuzulassen.
Der „City Campus“ an der Leopoldstrasse 208 in München befindet sich in einem Bürogebäude aus den 1970er Jahren, das 2016 zur Schule umgebaut wurde. Dazu wurde das Gebäude bis auf den Stahlskelettbau entkernt und dann neu ausgebaut. Dabei wurden zwei Geschosse des Ostflügels entfernt und dort eine Turnhalle aufgestockt.

## Schulprofil
Die Bavarian International School in München (City Campus) hat im Jahrgang 1 bis 5 den Status einer Ergänzungsschule (Primarstufe, Europäische Schule). Im Schuljahr 2018/19 besuchten 225 Schüler die Schule auf dem City Campus.
Die Bavarian International School in Haimhausen hat im Jahrgang 1 bis 9 den Status einer staatlich genehmigten Ersatzschule (private Volksschule, GS und HS) mit den Schularten Grund-, Mittel- und Hauptschule. Im Schuljahr 2021/22 besuchten 568 Schüler diese Schulklassen. In den Jahrgängen 10 bis 12 hat die Bavarian International School in Haimhausen den Status einer Ergänzungsschule (Internationale Schule, voll ausgebaut). Diese Stufe besuchten im Schuljahr 2018/19 260 Schüler. Demnach ist es nicht möglich, an der Bavarian International School das Abitur abzulegen. Allerdings hat die Kultusministerkonferenz das International Baccalaureate seit 1986 als dem Abitur äquivalenter Hochschulzugangsberechtigung anerkannt.
An der Schule werden alle vier IB-Programme angeboten:
- Primary Years Programme (PYP), von 3 bis 11 Jahren
- Middle Years Programme (MYP), von 11 bis 16 Jahren
- Diploma Programme (DP), von 16 bis 19 Jahren
- Career-related Programme (CP), von 16 bis 19 Jahren

Der größte Teil der Schüler (41 %) hatten 2020 weder Deutsch noch Englisch als Muttersprache. Ungefähr ein Drittel der Schüler haben Englisch als Muttersprache, und ein Viertel der Schüler sprechen als Muttersprache Deutsch. (Angaben von 2020)

## Geschäftsmodell
Das jährliche Schulgeld für den Besuch der Schule besteht aus verschiedenen Komponenten (alle Angaben für das Schuljahr 2021–2022):
- Registrierungs-Gebühr von 1.960 € (neue Schüler) bzw. 980 € (Fortsetzung des Schulbesuchs)
- Unterrichts-Gebühr: von 14.850 € (Vorschule) bis 20.080 € (Oberstufe)
- Eintritts-Gebühr für Bau und Unterhalt der Anlagen: 7.000 € im ersten Schuljahr, dann 4.000 € im zweiten Schuljahr und 2.000 € im dritten Schuljahr
- Transport-Gebühr bei Nutzung der schuleigenen Busse, abhängig von der Entfernung vom Wohnort zur Schule zwischen 780 und 4.950 €[12]

Somit sind pro Jahr und Schulkind etwa zwischen 16.000 und 32.000 € fällig. Im Geschäftsjahr 2019/20 wurde ein Umsatz von 25,6 Millionen Euro erzielt.

## Bekannte Ehemalige
- Janina Vilsmaier (* 1986), deutsche Filmschauspielerin und Regisseurin
- Theresa Vilsmaier (* 1989), deutsche Kinder- und Jugendschauspielerin
- Josefina Vilsmaier (* 1992), deutsche Kinder- und Jugendschauspielerin
- Katriina Talaslahti (* 2000), finnische Fußballspielerin (IB 2019)
- Lilly Krug (* 2001), deutsche Schauspielerin (IB 2019)[13]
- Dipangkorn Rasmijoti (* 2005), Sohn von Maha Vajiralongkorn und damit thailändischer Kronprinz